# Dywizja Rolno-Gospodarcza
Dywizja Rolno-Gospodarcza – dywizja ludowego Wojska Polskiego przeznaczona do uprawy obszarów rolnych i organizacji przedsiębiorstw rolnych na terenie województwa poznańskiego i ziemiach odzyskanych.
Dywizja została sformowana na podstawie rozkazu Nr 067 Naczelnego Dowódcy Wojska Polskiego z dnia 13 kwietnia 1945 roku i podporządkowana głównemu kwatermistrzowi WP. Na jej dowódcę wyznaczono płk. Granowskiego.
Dowództwu dywizji podporządkowanych zostało sześć pułków rolno-gospodarczych. Każdy pułk liczył 25 oficerów oraz 1200 podoficerów i szeregowców zorganizowanych w 15 kompanii po 80 żołnierzy. Korpus oficerski dywizji miał zostać skompletowany do 20 kwietnia 1945 roku, natomiast stan szeregowych i podoficerów miał zostać uzupełniony do 30 kwietnia 1945 roku.
W dniu 18 kwietnia 1945 roku Naczelny Dowódca Wojska Polskiego w uzupełnieniu rozkazu nr 067 polecił głównemu kwatermistrzowi WP zorganizować w terminie do 15 maja 1945 roku:
- dowództwo dywizji rolno–gospodarczej według etatu nr R/19/4, o ogólnym stanie liczbowym 96 ludzi;
- 1., 2., 3., 4., 5. i 6. pułk rolno-gospodarczy według etatu R/19/5, o ogólnym stanie liczbowym 1247 ludzi[3].

Dywizja liczyła ogółem 7852 ludzi.
Każdy z sześciu pułków działał na terenie wojskowego rejonowego gospodarstwa. Gospodarstwami zarządzały rejonowe urzędy gospodarki rolnej z centralami w Wałczu, Kaliszu Pomorskim, Złocieńcu, Nowym Dworze, Świdwinie i w Strzmielach. Dywizję podporządkowano dowódcy Pomorskiego Okręgu Wojskowego.
Rozformowanie dywizji nastąpiło na podstawie rozkazu Nr 077/Org. dowódcy POW z dnia 18 marca 1946 roku.
W okresie istnienia dywizji (od 13 kwietnia 1945 roku do 20 marca 1946 roku) przy jej dowództwie funkcjonował Oddział Informacji, którego szefem był mjr Filip Tietierin oraz Wojskowy Sąd Dywizji Rolno–Gospodarczej.